# Даніель Стефаньський
Даніель Стефаньський (пол. Daniel Stefański, 2 липня 1977, Бидгощ) — польський футбольний арбітр. Арбітр ФІФА з 2013 року.

## Біографія
Даніель Стефаньський вперше обслуговував матч польської Екстракласи 14 серпня 2009 року під час зустрічі «Руху» (Хожув) та «Арки» (Гдиня).
В 2013 році став рефері ФІФА і отримав право судити міжнародні матчі. 4 липня 2013 року провів перший міжнародний матч в грі «Гандзасар» — «Актобе» в першому попередньому раунді Ліги Європи. Три місяці потому, 15 жовтня, він вперше судив матч збірних у кваліфікації до чемпіонату світу 2014 року Угорщина — Андорра.
У квітні 2015 року він призначений арбітром фінального матчу Кубка Польщі 2015 року.